# سپید و سیاه (فیلم)
سپید و سیاه فیلمی به کارگردانی و نویسندگی قاسم جعفری و پریسا شمس، محصول ۱۳۸۸ ایران است.

## خلاصه داستان
جوانی ۲۲ ساله به نام فرید، پیش از مهاجرت همیشگی‌اش از ایران، برای وداع با هفت دختر که هر یک نشانه‌ای از عشق گم شده او را دارند، در آخرین روز سال، سفری را از جنوبی‌ترین تا شمالی‌ترین نقطه تهران آغاز می‌کند.

## بازیگران
- مهرداد صدیقیان
- مهشید افشارزاده
- صدرالدین شجره
- حنانه شهشهانی
- شهرزاد کمال‌زاده
- نگین معتضدی